# Antonio Tirabassi
Antonio Tirabassi   (Amalfi, 10 de juliol de 1882 - Brussel·les, 16 de febrer de 1947) fou un organista i musicòleg italià.

## Biografia
Fill de Giacomo Tirabassi, antic mestre de la banda reial borbònica, des de la infància va mostrar un cert talent musical, començant a estudiar l'orgue per ell mateix, amb l'ajut del seu pare. Després de la mort del seu pare el 1895, va ser nomenat organista a l'Església de la "Confraternita dell'Addolorata" a Amalfi; el 1905 va passar a la Col·legiata Santa Maria a Mare de Maiori.
Posteriorment va realitzar diversos concerts a les més importants ciutats italianes i va viatjar a Alemanya i Espanya per aprofundir els seus estudis, recopilant àmplia aclamació dels músics de l'època.
Com que volia aplicar-se a la musicologia, el 1909 Tirabassi es va traslladar a Brussel·les per estudiar contrapunt i música renaixentista flamenca i italiana, realitzant investigacions a la Biblioteca Reial de Brussel·les. Per redescobrir i salvaguardar el patrimoni artístic dels compositors del passat, va fundar dues organitzacions: els "Concerts històrics" el 1911 i el "Institut belga de musicologia" el 1920 .
Després de graduar-se en 1924 un grau en Musicologia a la Universitat de Basilea, a 1927 va publicar a Brussel·les, en francès, L'École flamande (1450 a 1600). La mesure dans la notation proportionnelle et sa transcription moderne, el 1930 Tirabassi va tenir la idea de crear una col·lecció de les obres de Palestrina, després es va deixar de banda per falta de fons i després es va imprimir a Itàlia el 1939 per l'editorial "Fratelli Scalera".
Durant la seva vida, Tirabassi ha transcrit música composta per Bach, Corelli, Lotti, Monteverdi i Scarlatti; també ha escrit nombrosos treballs, incloent-hi la Misura nella notazione proporzionale (1924), la Grammatica della notazione proporzionale (1930) i el Dizionario delle legature (1930).
Era francmaçó i pertanyia a la Loggia Les Vrais Amis de l'Union et du Progrès réunis del Gran Orient de Bèlgica a Brussel·les.
Va escriure la seva autobiografia Vita di Musicista sota el pseudònim A. d'Amalfi.
Al seu record, es va col·locar una placa al seu Amalfi natal a la plaça de l'Església dels Addolorata el 1975; a més, l'actual escola de música cívica a Amalfi va rebre el seu nom el 1998.